# Luca (film fra 2021)
 For alternative betydninger, se Luca. (Se også artikler, som begynder med Luca)
Luca er en amerikansk computer-animeret coming-of-age fantasy film fra 2021, som er produceret af Pixar Animation Studios og distribueret af Studios Pictures Walt Disney Motion . Filmen blev instrueret af Enrico Casarosa (i hans spillefilm- instruktørdebut ), skrevet af Jesse Andrews og Mike Jones, fra en historie af Casarosa, Andrews og Simon Stephenson, produceret af Andrea Warren, og med stemmerne fra Jacob Tremblay og Jack Dylan Grazer med Emma Berman, Saverio Raimondo, Marco Barricelli, Maya Rudolph, Jim Gaffigan, Peter Sohn, Lorenzo Crisci, Marina Massironi og Sandy Martin i biroller.